# Hooigracht (Leiden)

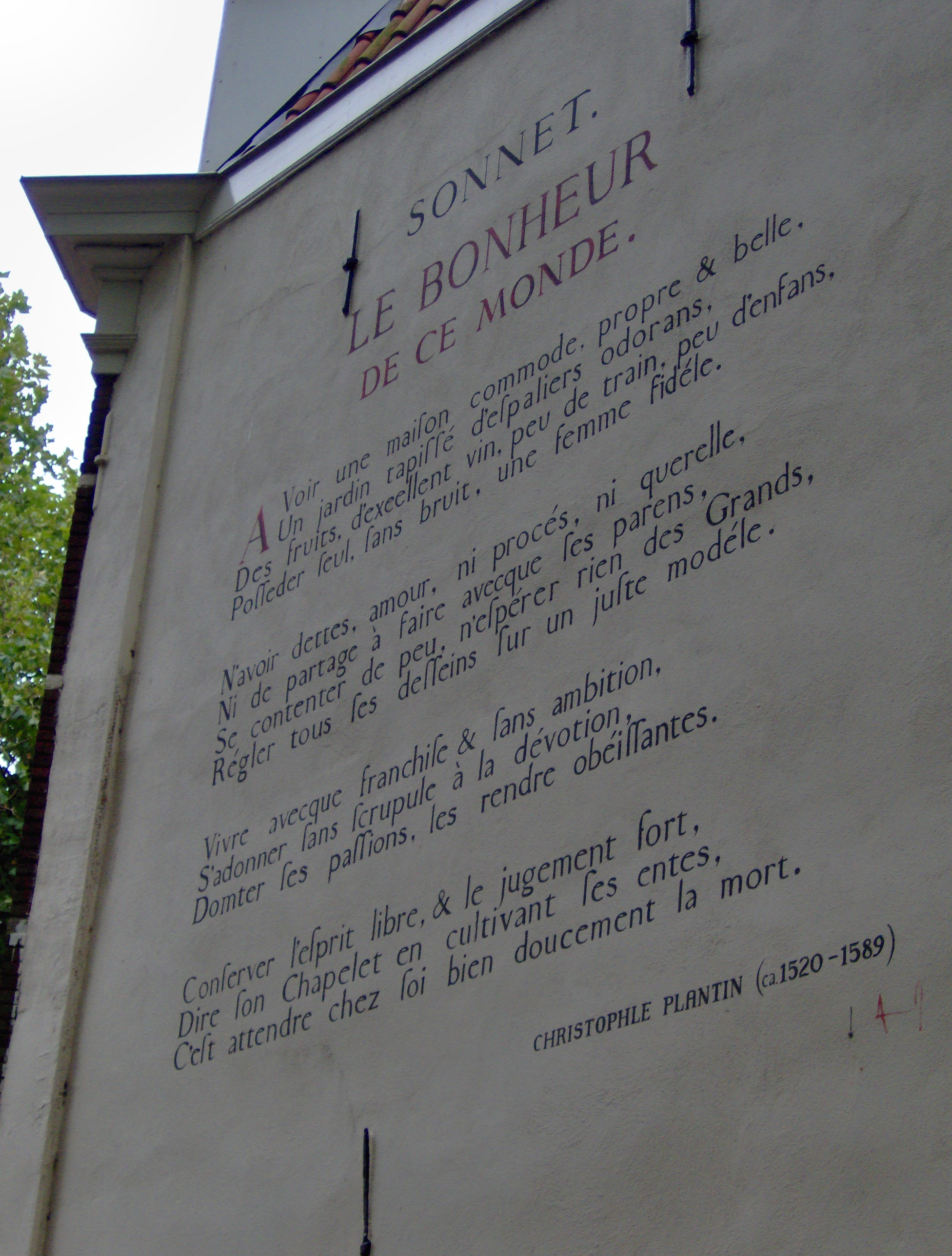
Het gedicht Le bonheur de ce monde van de Frans-Vlaamse auteur Christoffel Plantijn op de zijmuur van Hooigracht 106 A

 De Hooigracht is een straat en voormalige gracht in de binnenstad van de Nederlandse stad Leiden. Het water van deze gracht werd in 1681 gedempt.
Begin jaren 70 veranderde de Hooigracht ingrijpend, omdat deze onderdeel moest worden van de zogenaamde Cityring voor autoverkeer. Aan het noordelijke uiteinde werd de Hooigracht rechtgetrokken en een doorbraak naar de Langegracht gerealiseerd (de huidige Pelikaanstraat). Aan het zuidelijke uiteinde werd een doorbraak bij de Sint Jorissteeg/Watersteeg gemaakt. Hierdoor kwam een noord-zuidroute voor autoverkeer door de binnenstad tot stand. Het is nog steeds een belangrijke verkeersader met druk verkeer in beide richtingen, met aan de zijden aparte fiets- en voetpaden.
De Hooigracht wordt gekenmerkt door een monumentale bebouwing en een beeldbepalende rij iepen aan weerskanten. Daarmee is de Hooigracht een van de weinige doorgaande routes in het centrum die over een beplanting beschikt. Er is een verschil met de beplanting aan de grachten met water in Leiden: deze zijn met lindebomen beplant. De iepen zijn eind 2019 gekapt ter voorbereiding van de Centrumroute. Veel panden aan de Hooigracht hebben de status van gemeentelijk monument of rijksmonument. In de straat zijn verscheidene studentenhuizen aanwezig, herkenbaar aan de hoeveelheid gestalde fietsen en namen van de verschillende bewoners op het bellenbord bij de deur. Daarnaast zijn er enkele winkels en horecagelegenheden. De detailhandel is in dit deel van de stad steeds minder aanwezig. De westkant van de straat hoort bij de wijk Pancras-west; de oostkant bij de wijk Pancras-oost.

## Hooigracht 15
Een markant bouwwerk is het voormalige Sint Elisabeth Ziekenhuis op nummer 15, dat in gebruik is als huisvesting voor (internationale) studenten van de Universiteit Leiden. Het is het grootste gebouw aan de Hooigracht. Het complex werd hiertoe voor ongeveer tien miljoen euro gerenoveerd door de toenmalige eigenaar de Stichting Leidse Studentenhuisvesting (SLS), thans DUWO geheten. Op de begane grond zijn een horecagelegenheid en een kantoor gevestigd.

## Hooigracht 12-14
Een ander markant gebouw is het pand Hooigracht 12-14, dat eigendom is van de gemeente Leiden. De huidige bouw met de karakteristieke rode verblendsteen dateert van 1911. Oorspronkelijk was het pand in gebruik als kantoor van de Stedelijke Fabrieken van Gas en Elektriciteit (in de volksmond de 'Lichtfabriek') en werd het pand Hooigracht 12 gebruikt als dienstwoning. In Hooigracht 14 bevond zich de Toonzaal en de Leskeuken waarin apparaten werkend op gas en op elektriciteit werden gedemonstreerd en kooklessen werden gegeven, o.a. voor de dames van de Huishoudschool (toen op de Groenhazengracht). Men kon er ook de gasrekening komen betalen. Dit gebeurde in die tijd contant en daarom bevond zich een kluis van gewapend beton op de begane grond. Tevens was de Huur Advies Commissie er gehuisvest: deze kon de minder draagkrachtige burger advies geven over wat een redelijk huurbedrag was voor het pand dat zij bewoonden; vaak waren deze mensen immers afhankelijk van 'huisjesmelkers' die veel te hoge bedragen vroegen. Ook werd vanuit het pand de elektronische tijdsaanduiding van de openbare uurwerken in Leiden aangestuurd. Boven de ingang van het pand bevindt zich nog steeds een uurwerk. Tot 1973 was het pand in gebruik als toonzaal en klokkencentrale. Daarna woonden er een tijdlang arbeidsmigranten. In het begin van de jaren '80 werd het pand gekraakt om er een inloophuis voor weggelopen jongeren te huisvesten; dit initiatief is niet echt van de grond gekomen. Het pand werd vanaf 1988 gebruikt als studentenhuis met 18 kamers. Na een noodzakelijke renovatie en groot onderhoud kwam het pand in het najaar van 2011 in gebruik bij enkele stichtingen op het gebied van de geestelijke gezondheidszorg, waarvan het Inloophuis Psychiatrie eerder gehuisvest was aan het Rapenburg 48. Nu is het pand in gebruik bij de Stichting Lumen Holland Rijnland, een organisatie voor en door mensen met psychische, psychosociale en/of verslavingsproblemen in de regio Holland Rijnland.

## Hooigracht 6, 8 en 10
De panden Hooigracht 8 en 10 vormen een klein complex en zijn aanzienlijk ouder. Hoewel de panden van binnen nieuw ingericht zijn, bezitten zij nog de oude gevels. Er is sprake van een beschermd stadsgezicht. Beide panden hebben de bestemming woonhuis en zijn ook in particulier bezit. Dat is op zich aan de Hooigracht al iets bijzonders, omdat veel woonhuizen daar als beleggingspand worden gebruikt voor studentenhuisvesting. Het huis Hooigracht 10 had vroeger op de begane grond een winkelpand (een bloemen- en plantenzaak). De woonhuizen 8 en 10 vormen verder qua grootte een uitzondering, omdat de meeste huizen aan de Hooigracht grote grachtenpanden zijn die diep naar achteren doorlopen. Het vroegere hoekpand met huisnummer 6 bestaat thans niet meer. Op deze plaats (op de hoek van de Hooigracht met de Nieuwstraat) stond eerder een pand waarvan het woonhuis op de 1e en 2e verdieping in de jaren '60 door brand werd verwoest en samen met het naastliggende bouwvallige pand in de Nieuwstraat moest worden afgebroken. Op een deel van het perceel werd toentertijd een uitbouw van het naastgelegen pand aan de Nieuwstraat gerealiseerd met een transformatorhuisje. Dit bouwwerk heeft als enige enkel een begane grond. De gemeente Leiden trok het nog resterende stuk grond deels bij de openbare weg; deels is de grond eigen terrein in particulier bezit.

## RijnGouweLijn
De Hooigracht was na het afvallen van de Breestraat aangewezen als route voor de RijnGouwelijn door de Leidse binnenstad. Alle bomen zouden worden gekapt en de straat zou vrijwel ontoegankelijk voor autoverkeer worden. Uiteindelijk zijn de plannen voor de aanleg van deze sneltram door de oude Leidse binnenstad definitief ingetrokken. Er was grote oppositie tegen de plannen onder de bewoners en bestuurders van de stad.

## Centrumroute
De gemeente Leiden heeft plannen om onder de naam 'Centrumroute' onder meer de Hooigracht anders in te delen. Ook zijn er gevolgen voor de Langegracht. Volgens de plannen komt er een doorgaande buslijn, worden alle bestaande bomen gekapt en worden de bestaande parkeerplaatsen in het geheel opgeheven. De fietspaden krijgen een plaats naast het rijgedeelte voor auto's in plaats van tussen de parkeerplaatsen en de stoep. De plannen zouden in 2019 hun beslag moeten krijgen. Als beweegreden voor deze drastische breekpartij in de oude Leidse binnenstad wordt eigenlijk maar een enkel argument aangevoerd, namelijk een betere busverbinding (via het zogenaamde R-net) met Zoetermeer. Deze busverbinding bestaat echter reeds vele jaren via de Breestraat met diverse haltes aldaar.

## Enkele gebouwen aan de Hooigracht in Leiden

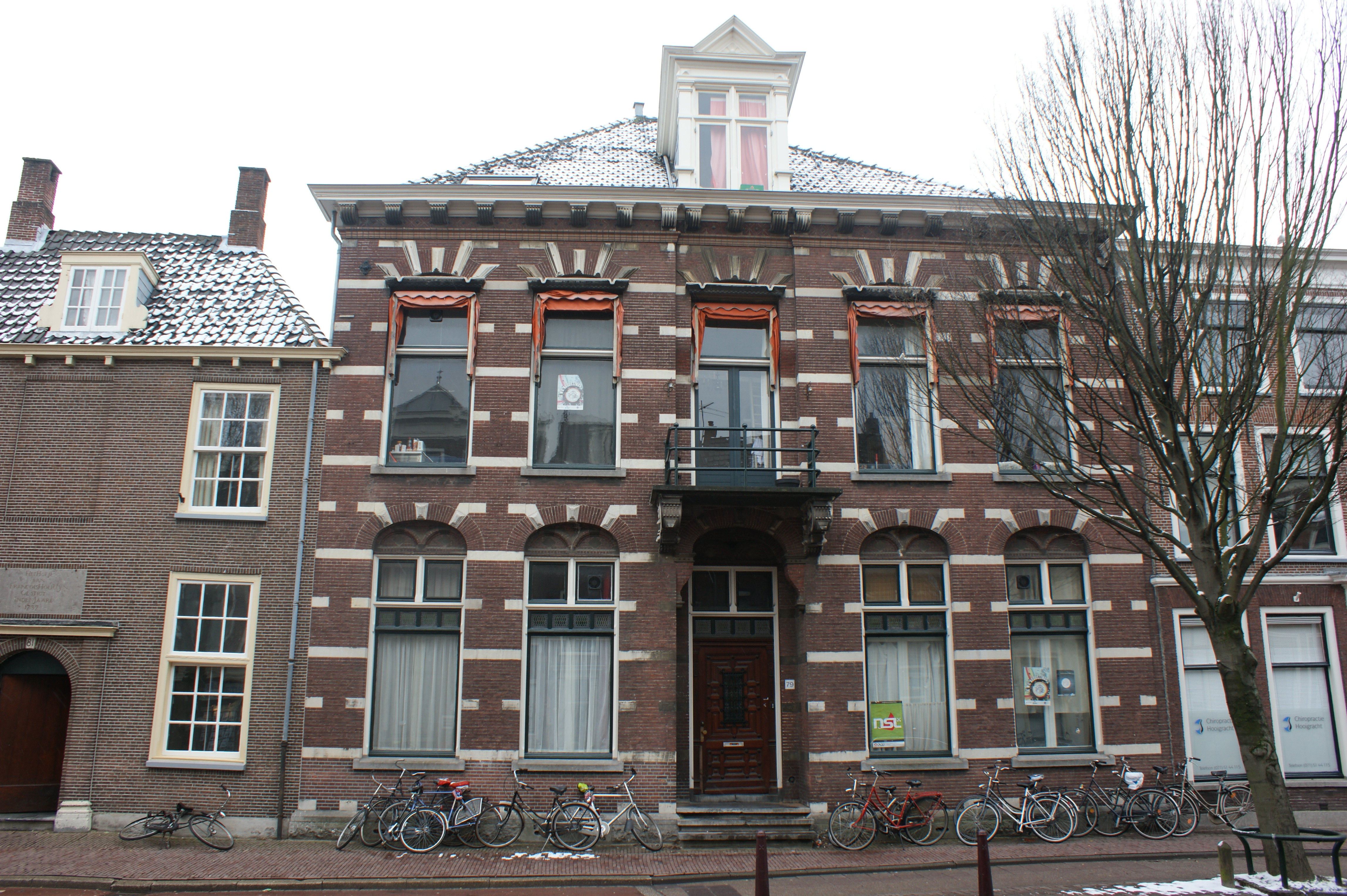
Hooigracht 79
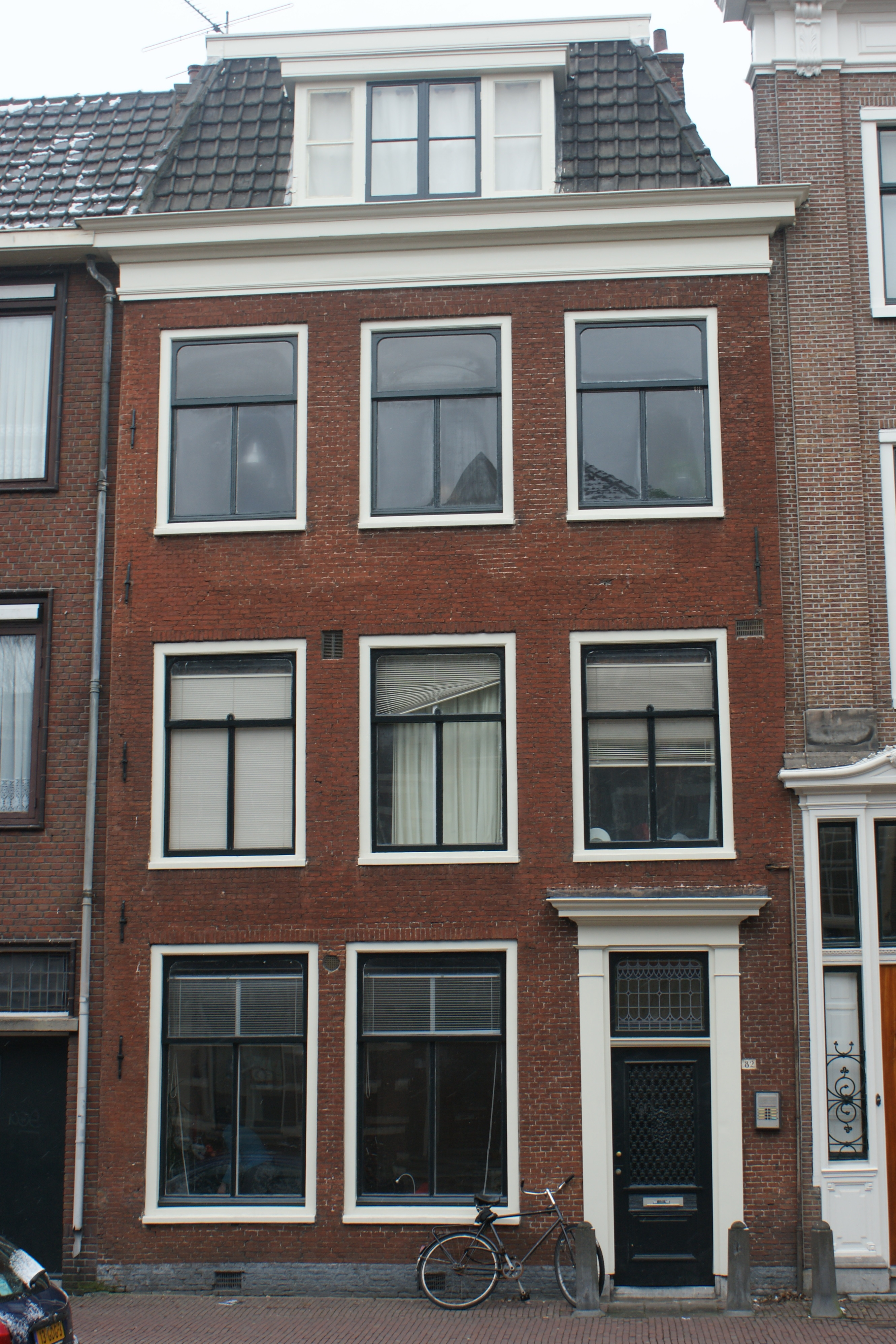
Hooigracht 82
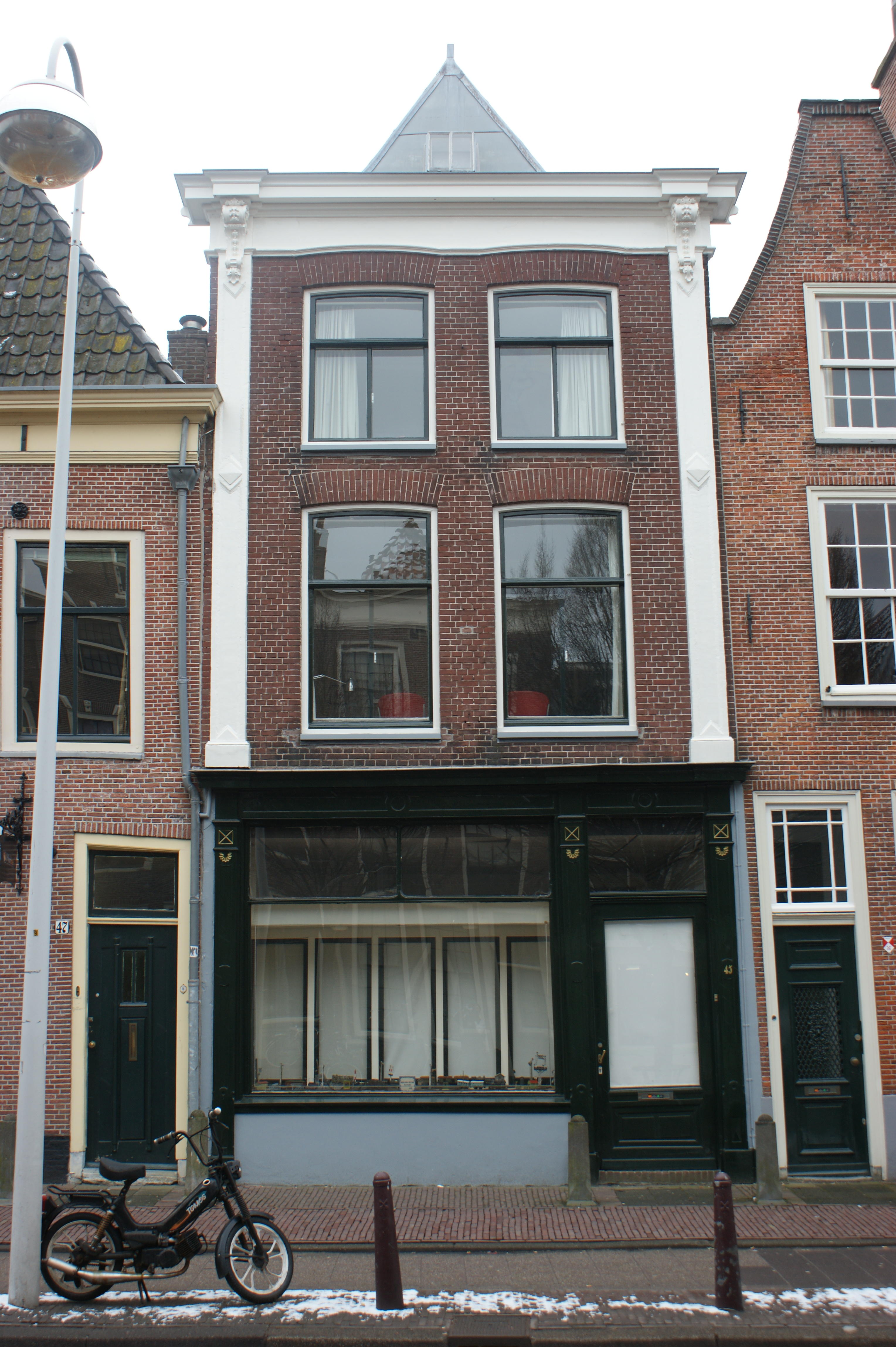
Hooigracht 45
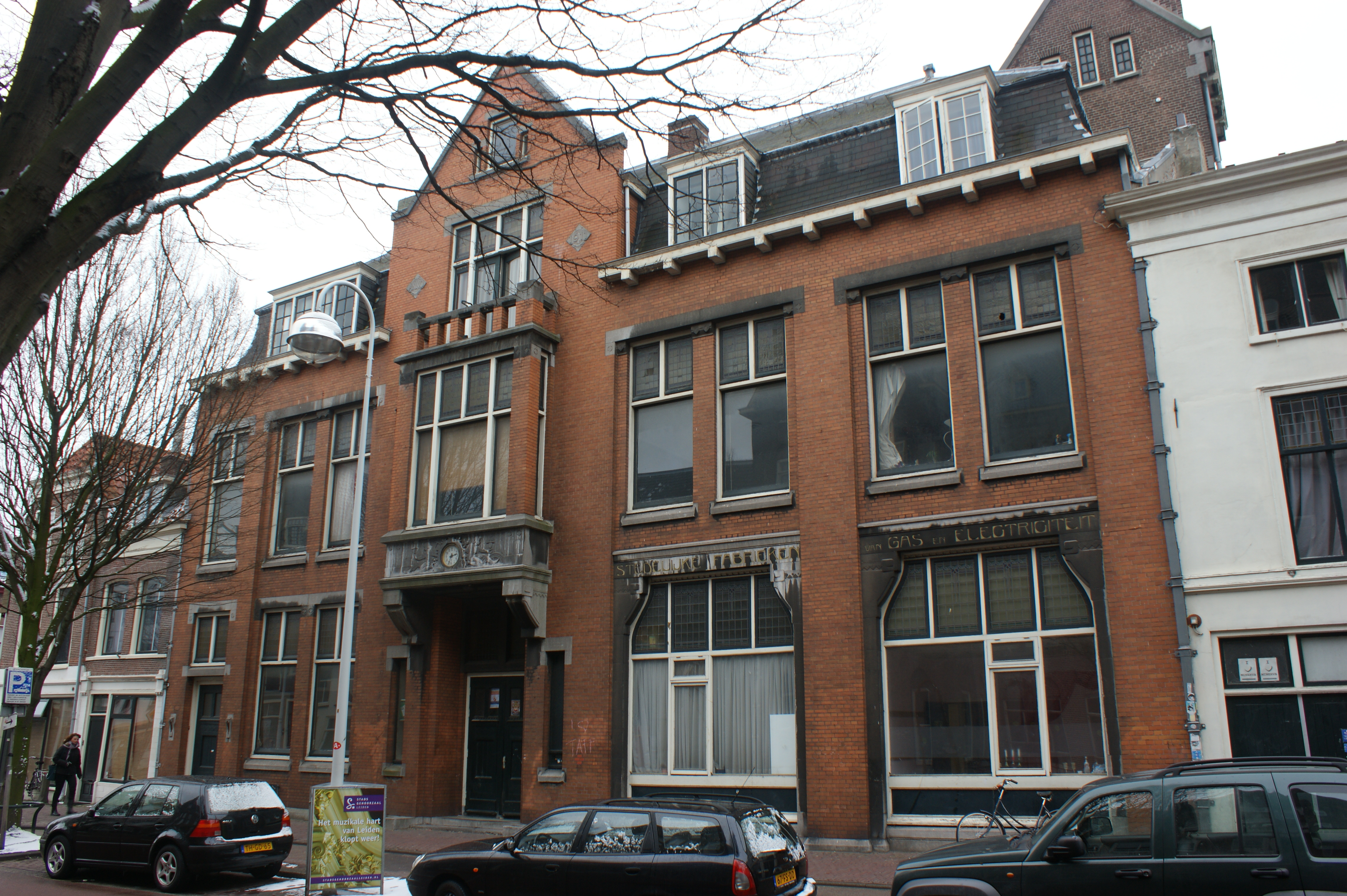
Hooigracht 12-14
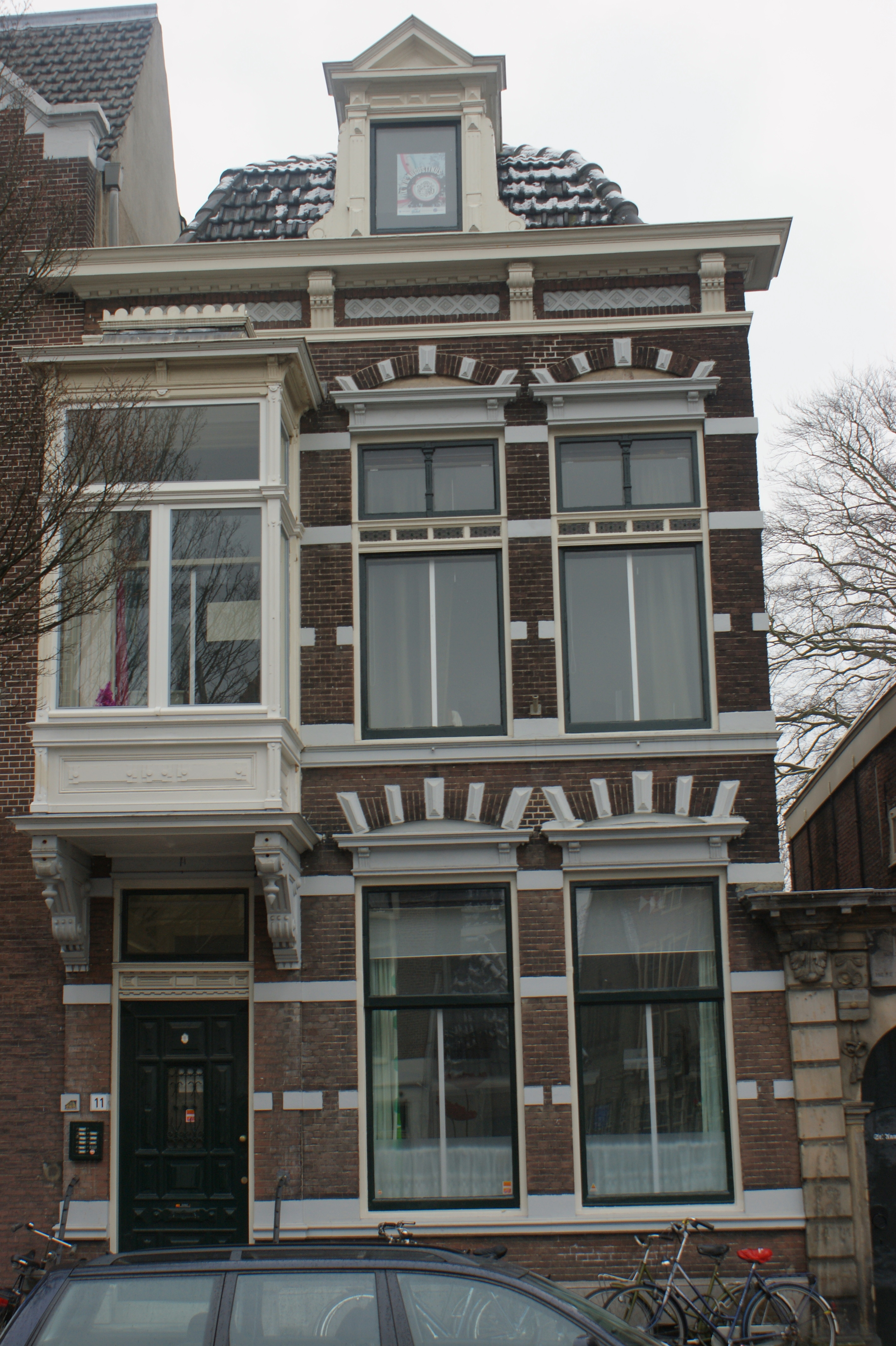
Hooigracht 11
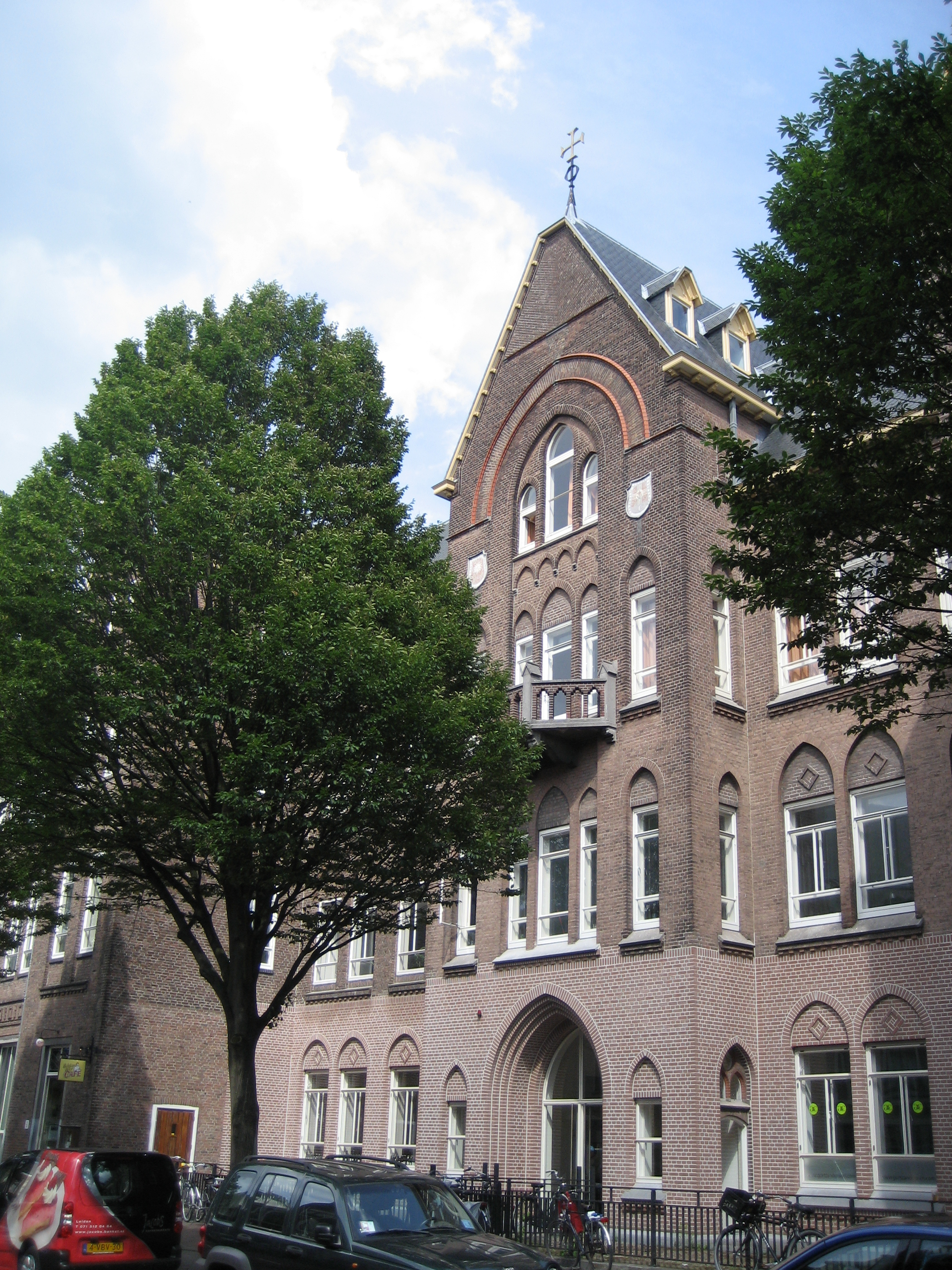
Hooigracht 15
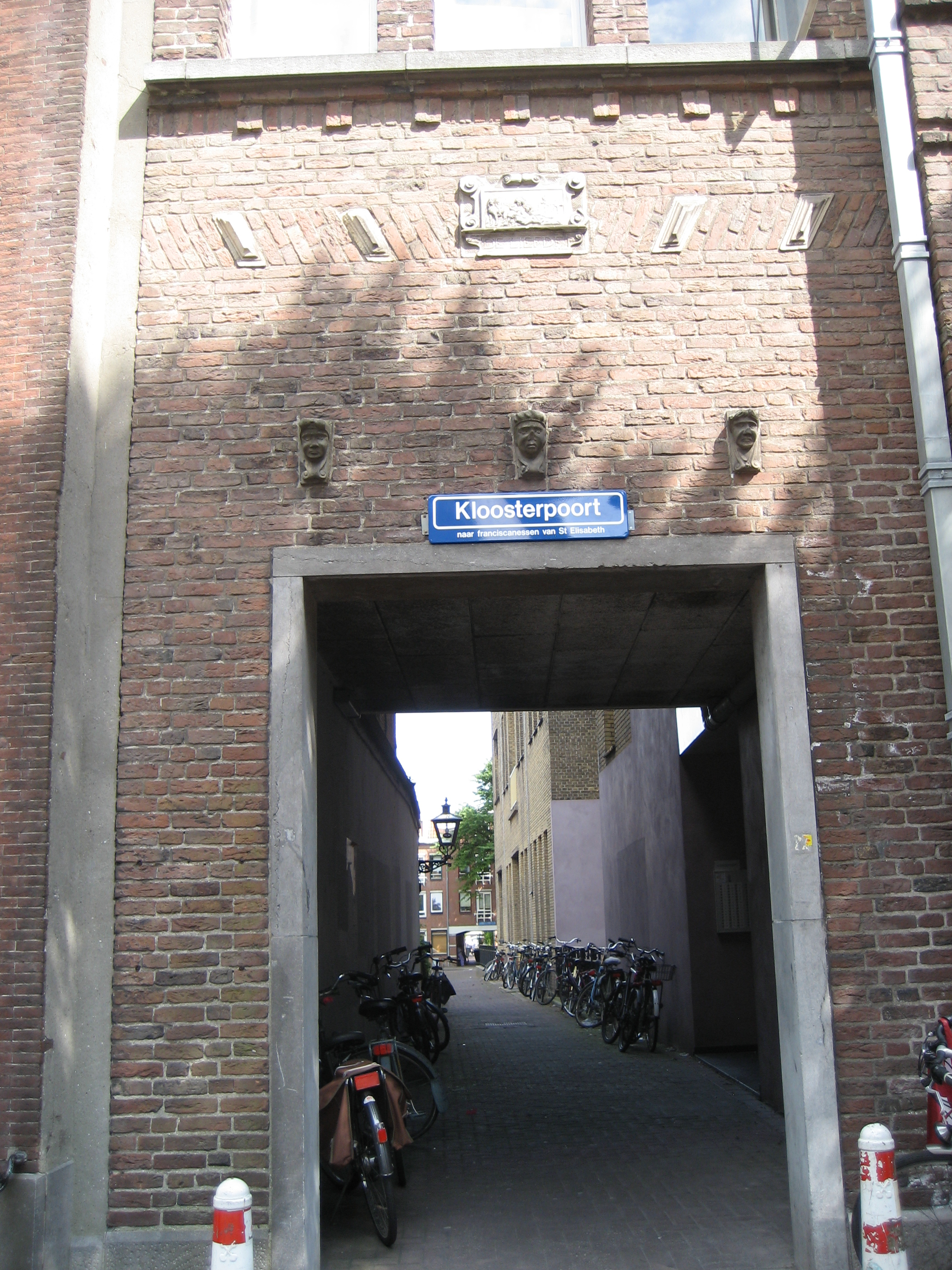
Hooigracht 15
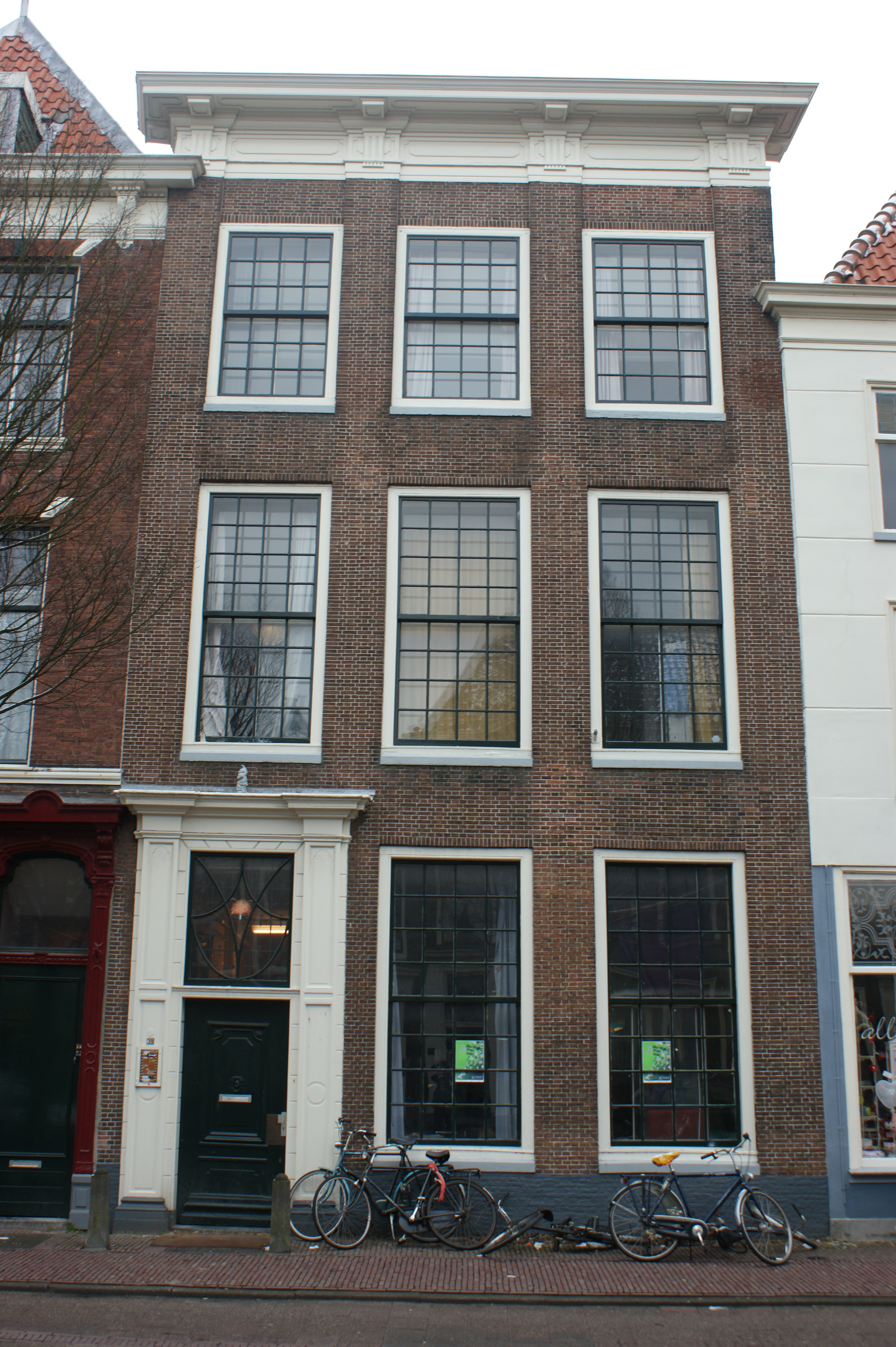
Hooigracht 39